# Galería de Arte Jerwood

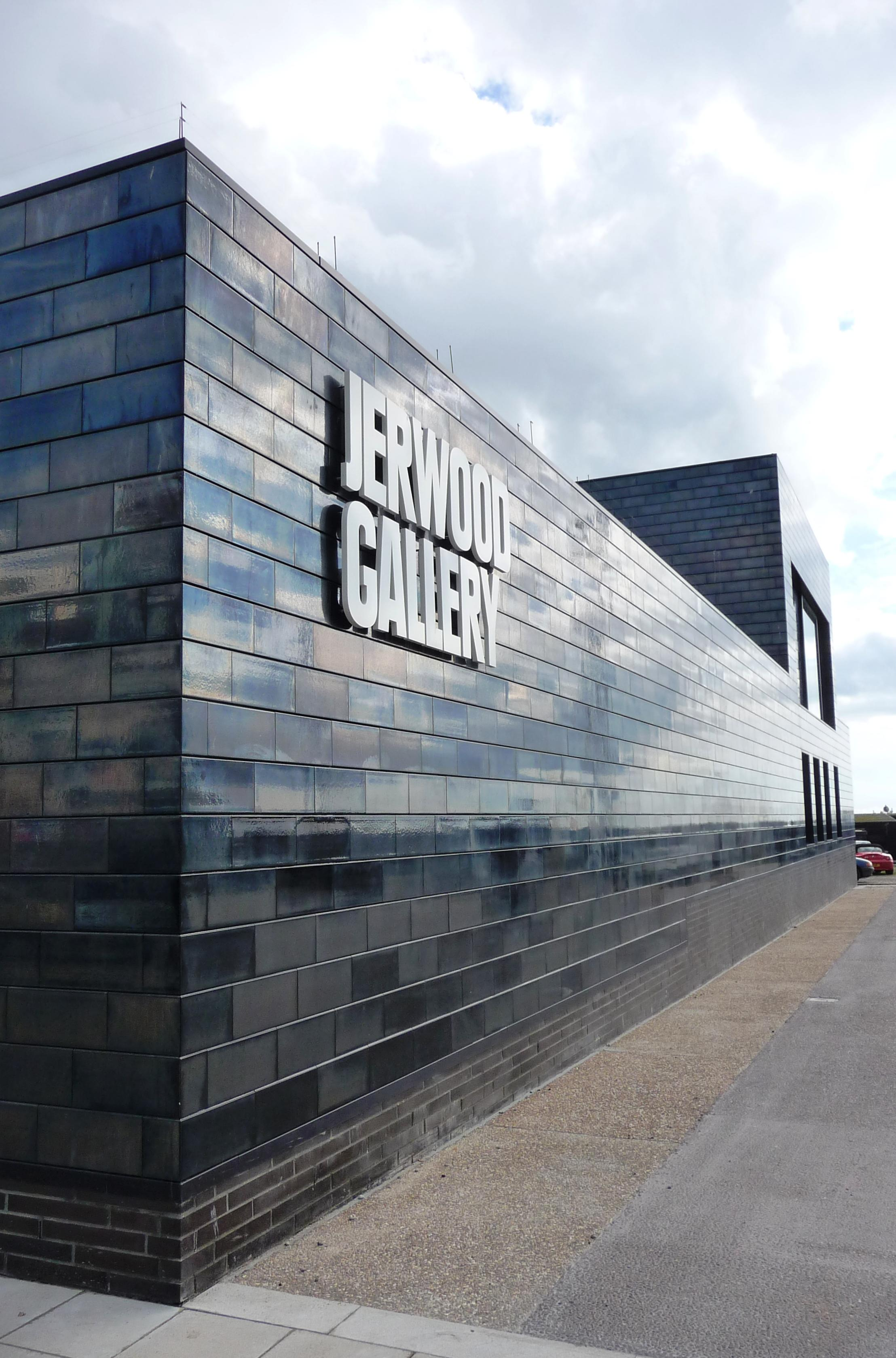
El lado del oeste del Museo Jerwood

 La Galería de Arte Jerwood es un museo de arte británico contemporáneo ubicado en  The Stade en Hastings, East Sussex. Es una organización sin fines de lucro que abrió en marzo de 2012 y su construcción tuvo un costo de 4 millones de liras.
La Galería presenta, en simultáneo, exhibiciones de colecciones temporarias y permanentes que incluyen trabajos de artistas como: L. S. Lowry, Augustus John, Stanley Spencer, Walter Sickert, Ben Nicholson, Patrick Caulfield, Maggi Hambling, Craigie Aitchison y Prunella Clough.

## Arquitectura

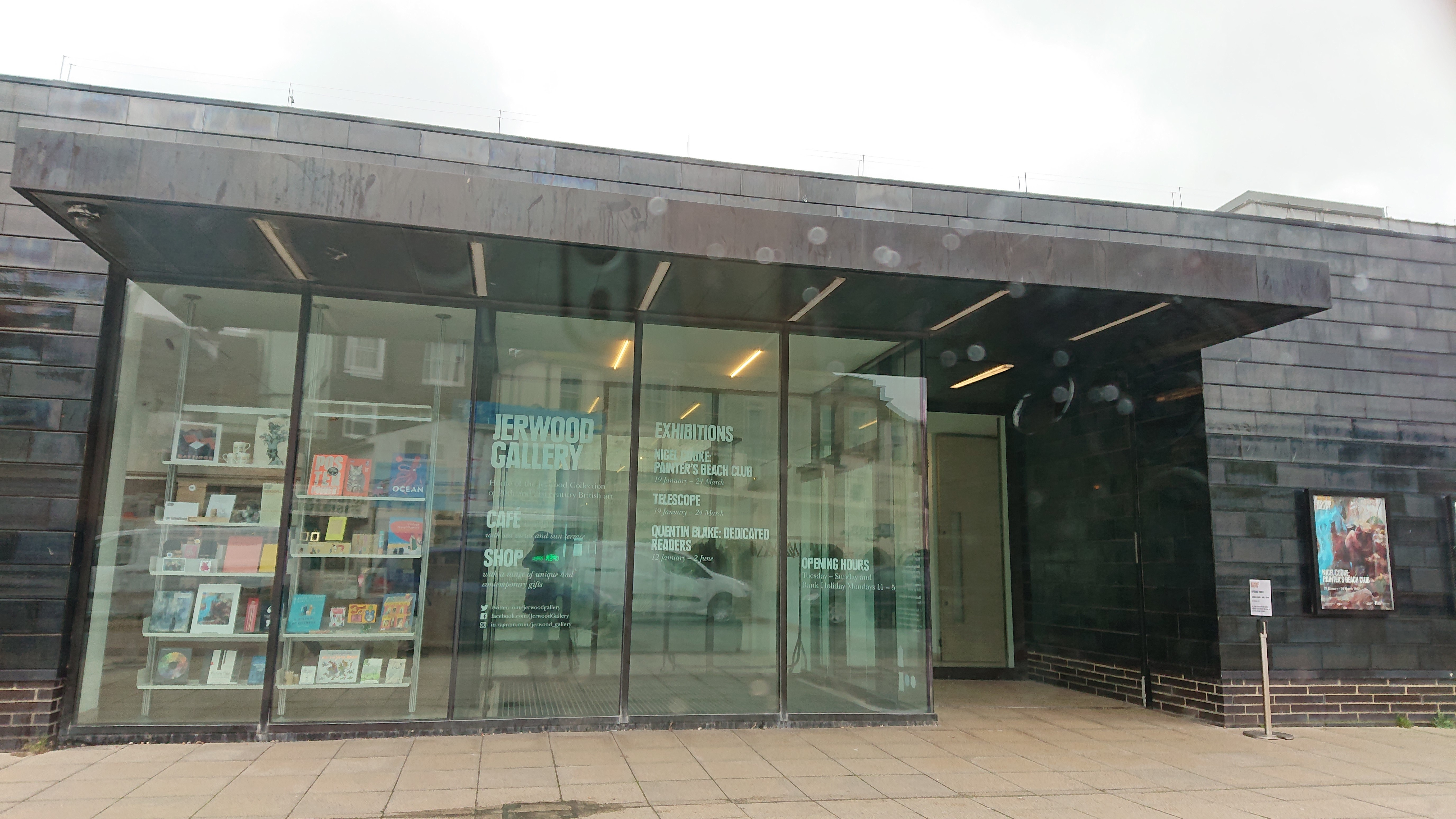
Entrada principal de la Jerwood Gallery

El edificio fue diseñado por Hana Loftus y Tom Grieve (hijo de Alan Grieve, presidente de la Jerwood Foundation) del estudio de arquitectura HAT Projects.
El exterior del museo está cubierto por cerca de 8.000 azulejos negros que fueron revestidos en vidrio en la ciudad de Kent .
En The Observer, la crítica de arquitectura Rowen Moor dijo que el edificio Jerwoog "no está contaminado por la basura y trastos de alrededor". Moore concluye que el edificio es "un simple y sencillo lugar para ver arte".
Wallpaper describió la Galería como "un espacio perfectamente formado, modesto, simple".
El edificio recibió el Premio Nacional en 2013, otorgado por el Instituto Real de Arquitectos Británicos.

## Exposiciones
Los siguientes artistas han exhibido sus obras en la Galería Jerwood:
- Rose Wylie[5][6]
- Gary Hume[7]
- Gillian Ayres[8]
- William Scott[9]
- Philip Guston[10]
- Albahaca Beattie[11]
- Marlow Musgo
- Christopher Madera[12]
- Alfred Wallis
- Ansel Krut[13][14]
- Quentin Blake[15]
- Chantal Joffe[16][17]

La galería también ha sido escena para una exposición de obras artísticas del Premio Jerwood de Dibujo en 2012.

## Controversia y oposición

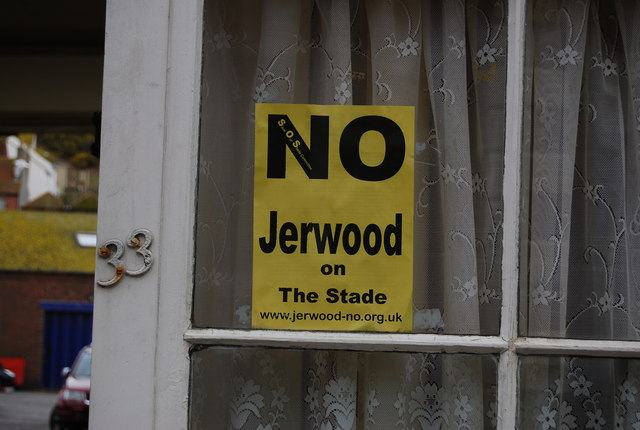
Un anti-Jerwood cartel en la Ciudad Vieja.

La construcción de esta Galería originó protestas de los residentes locales que temían que llevara a la gentrificación del área circundante. En 2008, la Hastings Bonfire Society quemó un modelo de la galería convertido en efigie. Keith Leech,de la candente sociedad, dijo que la galería representaba "una larga cadena de cosas que la gente está tratando de endilgarnos".
Cuando la galería reemplazó un parque para entrenar, los adversarios del desarrollo creyeron que reduciría la cantidad de negocios de viaje de entrenamiento, mientras que otros creían que debía haber sido localizada en otro lugar de la ciudad. Varios carteles y pancartas opuestos al emprendimiento fueron exhibidos en los alrededores. 
Los residentes locales pagan un importe reducido para ingresar en el museo.